# Championnat d'Europe féminin de football des moins de 17 ans 2017
Cet article traite de l'épreuve féminine. Pour la compétition masculine, voir Championnat d'Europe de football des moins de 17 ans 2017.
Navigation
Édition 2016 Édition 2018
La 10e édition du Championnat d'Europe féminin de football des moins de 17 ans  est un tournoi de football féminin qui se déroule en Tchéquie du 9 au 21 mai 2017 et qui réunit 8 équipes, qualifiées à l'issue d'une phase éliminatoire.

## Phase finale

### Tableau final
|  | Demi-finales | Demi-finales |           |          | Finale | Finale |
|  | Demi-finales | Demi-finales |           |          | Finale | Finale |
|  |              |              |           |          |        |        |
|  |              |              |           |          |        |        |
|  |              |              |           |          |        |        |
|  | Allemagne    | 1 tab(3)     |           |          |        |        |
|  | Allemagne    | 1 tab(3)     |           |          |        |        |
|  | Norvège      | 1 (2)        |           |          |        |        |
|  | Norvège      | 1 (2)        | Allemagne | 0 tab(3) |        |        |
|  |              |              | Allemagne | 0 tab(3) |        |        |
|  |              | Espagne      | 0 (1)     |          |        |        |
|  | Pays-Bas     | Espagne      | 0 (1)     | 0        |        |        |
|  | Pays-Bas     |              |           | 0        |        |        |
|  | Espagne      | 2            |           |          |        |        |
|  | Espagne      | 2            |           |          |        |        |